# 让-巴蒂斯特·莫尼耶
让-巴蒂斯特·莫尼耶（Jean-Baptiste Maunier，法語發音：[ʒɑ̃ batist monje]，1990年12月22日）出生於法國的Brignoles，因為在電影「放牛班的春天」片中飾演擁有「天使臉龐魔鬼內心」的埃尔·莫翰奇，而迅速的走紅於世界各地。

## 生涯
他在六年級的時候加入了聖馬克兒童合唱團，而該團常在星期日的早晨負責著里昂地區的彌撒。
在拍攝放牛班的春天時，導演克里斯托夫·巴拉蒂四處找尋著合適的小演員，而來到聖馬克兒童合唱團（Les Petits Chanteurs de Saint-Marc（页面存档备份，存于））的時候——事實上聖馬克兒童合唱團並不是像片中一樣的純男童的兒童合唱團，而是有少數女孩子的。導演一眼就相中了让-巴普提斯特·莫尼耶，使得他從三千位試鏡者中脫穎而出。令人驚艷的歌聲，更是讓在場試鏡的工作人員大吃一驚。
隨之而來的名氣，各個關於電影的討論區滿是詢問這個小演員的文章，而更有熱心的歌、影迷成立關於他的個人網站。而成名後的巴普提斯特開始思考著這突來的遽變，他表示，他的生活中不再只有歌唱，也多了一些瑣碎的訪談，走在路上也會遇到影迷要求簽名。他覺得他自己的生活其實並不應該有這麼多的改變。

## 專輯
- 放牛班的春天
- Bastien Bastienne
- 放牛班的春天現場演唱音樂會

## 外部連結
- Sängerknaben!